# Inmigración en Japón
Según el Ministerio de Justicia de Japón, el número de residentes extranjeros en Japón ha aumentado constantemente en el período posterior a la Segunda Guerra Mundial, y el número de residentes extranjeros (excluidos los inmigrantes ilegales y los visitantes extranjeros de corta duración y los turistas que permanecen menos de 90 días en Japón) fue más de 2,23 millones a finales de 2015. Con una población estimada de 127,11 millones en 2015, la población extranjera residente en Japón representa aproximadamente el 1,75% de la población total.

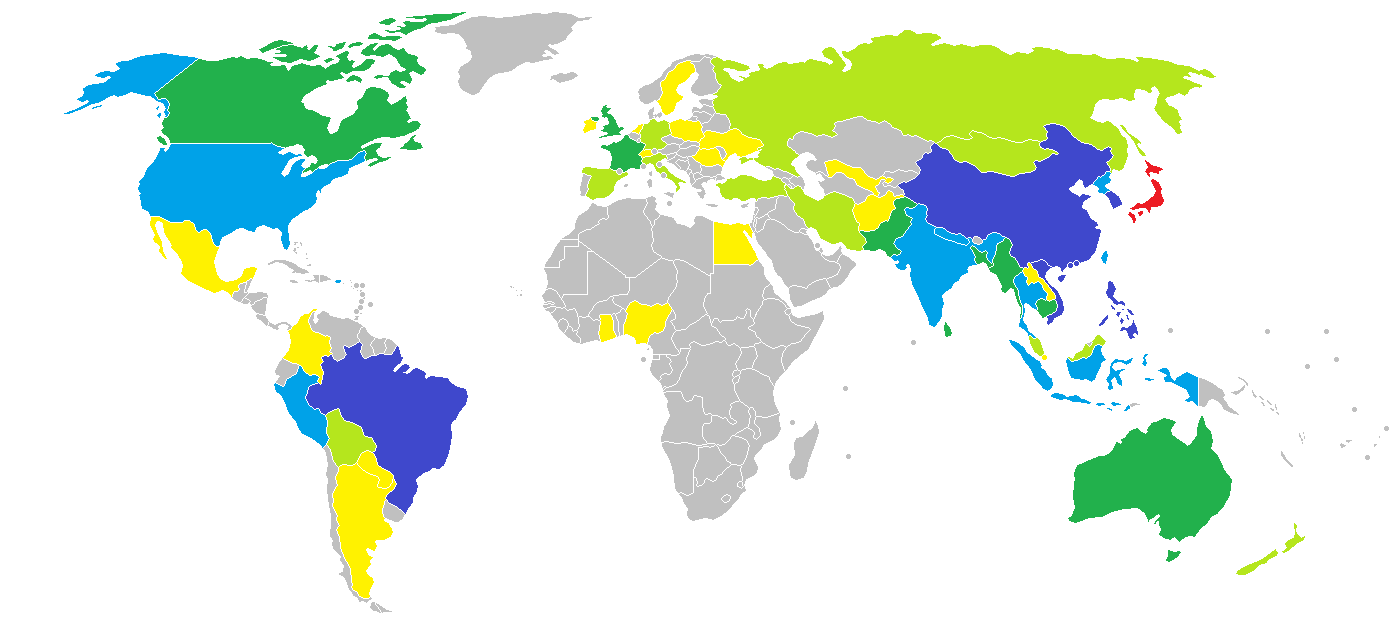
Extranjeros por país en Japón a finales de 2017.

Debido a la lejanía geográfica y los períodos de aislamiento autoimpuesto, la inmigración, la asimilación cultural y la integración de ciudadanos extranjeros en la sociedad japonesa tradicional ha sido comparativamente limitada. El historiador Yukiko Koshiro ha identificado 3 olas de inmigración históricamente significativas antes de 1945; el asentamiento de artistas e intelectuales coreanos en el siglo VIII; el asilo ofrecido a un pequeño número de familias chinas en el siglo XVII; y la inmigración forzada de hasta 670.000 trabajadores coreanos y chinos durante la Segunda Guerra Mundial.
Después de 1945, a diferencia de la inmigración gastarbeiter alentada en las economías industriales avanzadas como Alemania, Japón fue en su mayor parte capaz de depender de grupos internos de mano de obra rural para satisfacer las necesidades de mano de obra de la industria. Sin embargo, las demandas de los propietarios de pequeñas empresas, además de los cambios demográficos a fines de la década de 1980 dieron lugar durante un período limitado a una ola de inmigración ilegal tácitamente aceptada de países tan diversos como Filipinas e Irán.
La deslocalización de la producción (también conocida como offshoring) en la década de 1980 también permitió a las empresas japonesas de algunas industrias de gran densidad de mano de obra, como la fabricación de artículos electrónicos, y el ensamblaje de automóviles, además de reducir su dependencia de la mano de obra importada. En 1990, una nueva legislación del gobierno otorgó a los sudamericanos de ascendencia japonesa, como los brasileños japoneses y los peruanos japoneses, un estatus migratorio preferencial para visas de trabajo. En1998, había 222,217 brasileños registrados como residentes en Japón con grupos adicionales más pequeños de Perú. En 2009, con las condiciones económicas menos favorables, esta tendencia se revirtió cuando el gobierno japonés introdujo un nuevo programa que incentivaría a los inmigrantes brasileños y peruanos a regresar a casa con un estipendio de $3,000 por pasaje aéreo y $2,000 por cada dependiente.
A partir del segundo semestre de 2015, con una población japonesa cada vez más anciana y la falta de mano de obra en sectores clave como la construcción, los servicios de tecnología de la información, y la atención médica, los políticos japoneses están debatiendo nuevamente la necesidad de ampliar las reservas de mano de obra extranjera temporal, mediante el uso de programas de prácticas a largo plazo.

## Estadísticas de inmigración actuales
Los ciudadanos extranjeros residentes en Japón que se cuentan en las estadísticas de inmigración de residentes permanentes, además de residentes de mediano y largo plazo (que recibieron visas de residente por 12 meses o más) incluyen individuos y sus dependientes registrados con:
- Estatus de residente permanente especial
- Estado de residente permanente
- Estatus de residencia basado en estatus o posición (descendientes de ciudadanos japoneses)
- Personas que viven en el país como cónyuges registrados de ciudadanos japoneses
- Personas con visas de empleo de duración limitada
- Personas con visas de investigación académica o de estudiante de duración limitada
- Personas con visas de duración limitada del Programa de capacitación para pasantes técnicos
- Solicitantes de asilo y refugiados registrados

A partir de los informes gubernamentales publicados en 2013, la proporción de residentes extranjeros a los que se les concedió el estatus de residente permanente en Japón superó el 30%. Aunque se incluye a los residentes extranjeros a los que se les otorgó el estatus de residente permanente, los cónyuges de ciudadanos japoneses, los residentes con domicilio fijo (los de ascendencia japonesa) y los coreanos étnicos con residencia en Japón, el número de extranjeros residentes a los que se les otorgó la residencia permanente excede efectivamente el 60%.
Japón recibe un número reducido de inmigrantes en comparación con otros países del G7. Esto es consistente con los datos de Gallup, que muestran que Japón es un destino de migrantes excepcionalmente impopular para los migrantes potenciales, con el número de migrantes potenciales que desean migrar a Japón 12 veces menos que aquellos que desean migrar a los Estados Unidos, y 3 veces menos que aquellos que deseaban emigrar a Canadá, que corresponde aproximadamente a las diferencias relativas reales en la afluencia de migrantes entre los tres países.  Algunos académicos japoneses han señalado que las leyes de inmigración japonesas, al menos con respecto a los migrantes altamente calificados, son relativamente indulgentes en comparación con otros países desarrollados, y que el factor principal detrás de su baja afluencia de migrantes es porque es un destino de migrantes muy poco atractivo en comparación. Esto también es evidente cuando se observa el programa de visas de trabajo de Japón para "trabajadores calificados específicos", que tenía menos de 3.000 solicitantes, a pesar de la meta anual de atraer a 40.000 trabajadores extranjeros.

## Inmigración a Japón por estatus de residente

### Residente permanente especial
Las estadísticas publicadas sobre ciudadanos extranjeros residentes en Japón incluyen a los coreanos zainichi con estatus de residente permanente especial tokubetsu eijusha, de los cuales había 354,503 (de un total de 358.409 de todas las nacionalidades con visas de ese tipo).

### Residente permanente
Los ciudadanos extranjeros que residen en Japón desde hace mucho tiempo bajo otra categoría de visa, como una visa de trabajo o como cónyuge de un ciudadano japonés, son elegibles para solicitar el estado de residencia permanente. La concesión del estado de residencia permanente queda a discreción de la Oficina de Inmigración y depende del cumplimiento de una serie de criterios detallados, como la duración de la estancia, la capacidad para tener una vida independiente, el registro de pagos de impuestos y contribuciones documentadas a Japón en términos de público. servicios o actividades profesionales. Según el Índice de políticas de integración migrante, las leyes de residencia permanente eran menos estrictas que las de Estados Unidos y el Reino Unido.

### Inmigración por matrimonio
La migración por matrimonio internacional solía representar hasta el 25% de los flujos migratorios permanentes a Japón, pero esta tendencia ha estado en declive desde  2006. En la década de 1980, un número creciente de hombres japoneses registraba matrimonios en Japón con mujeres de China, Corea y Filipinas.
En 2006, según los datos publicados por el Ministerio de Salud, Trabajo y Bienestar de Japón, 44,701 matrimonios, o el 6,11% de todos los matrimonios registrados en Japón, fueron con ciudadanos extranjeros. En 2013, este número se redujo a 21.488 matrimonios o el 3,25% de todos los matrimonios registrados en Japón. De los 21.488 matrimonios internacionales registrados en Japón en 2013, 15.442 o el 71,77% fueron matrimonios con una novia extranjera, en comparación con 6.046 o el 28,23% en los que el novio no era japonés.
Las estadísticas de matrimonios registrados en Japón por sí solas pueden no presentar una imagen completa del número de matrimonios internacionales en Japón, ya que los matrimonios registrados en el extranjero también pueden contribuir al número total de cónyuges inmigrantes. Una vez casados, los cónyuges extranjeros también pueden, si cumplen ciertos criterios, cambiar su estado de visa a Residente Permanente u otras categorías de visa. Los datos del Ministerio de Justicia de 2012 indican que de todos los extranjeros en Japón, el 7,5% reside en Japón con una designación de visa como cónyuge de un ciudadano japonés.

### Residentes a largo plazo con visas de empleo o de estudiante de duración limitada
A finales de diciembre de 2014 había 2,121,831 extranjeros residiendo en Japón. De este número, 677,019 (32%) se consideraron residentes a largo plazo, pero no permanentes; aquellos a quienes se les otorgó visado por una duración de 12 meses o más. La mayoría de los residentes a largo plazo en Japón con visas de trabajo o de estudio de duración limitada eran de Asia, por un total de 478,953. Los chinos constituían la mayor parte de este grupo con 215,155, seguidos por los filipinos con 115,857 y los coreanos con 65,711. Los residentes a largo plazo que son tailandeses, vietnamitas y taiwaneses totalizaron 47,956, y los de otros países asiáticos totalizaron 34,274. Las personas con visas del Programa de capacitación para pasantes técnicos de duración limitada representan casi 200,000 del número de residentes a largo plazo en un año determinado.

## Refugiados y solicitantes de asilo
Japón es signatario de la Convención de las Naciones Unidas sobre los refugiados de 1951 y del Protocolo de 1967. Por lo tanto, el país se ha comprometido a ofrecer protección a las personas que buscan asilo y entran en la definición legal de refugiado y, además, a no devolver a ninguna persona desplazada a lugares donde de otro modo enfrentarían persecución. Japón ha sido históricamente uno de los donantes más generosos del mundo para programas de reasentamiento y de ayuda para refugiados en el extranjero. En 2014 fue el segundo contribuyente financiero más grande del mundo a los programas del ACNUR. El diplomático japonés Sadako Ogata se desempeñó como Alto Comisionado de las Naciones Unidas para los Refugiados entre 1991 y 2000.
En diciembre de 2015, Japón tenía 13,831 solicitudes de asilo en revisión. En 2016, se recibieron más de 10,000 solicitudes de estatus de refugiado en Japón y en el mismo año se aprobaron 28 solicitudes de asilo. En 2015, más de 7,500 personas solicitaron la condición de refugiado y se aprobaron 27 solicitudes de asilo. En 2014, se realizaron más de 5,000 solicitudes y se aprobaron 11 solicitudes. Las bajas tasas de aprobación recientes de solicitudes de asilo siguen tendencias históricas; en un período de 22 años comprendido entre 1982 y 2004, se aprobaron un total de 330 solicitudes de asilo, un promedio de 15 por año.
| Año  | Número total de solicitudes de asilo recibidas | Número total de solicitudes de asilo aprobadas |
| ---- | ---------------------------------------------- | ---------------------------------------------- |
| 2012 | 2.545                                          | 18                                             |
| 2013 | 3260                                           | 6                                              |
| 2014 | 5,000                                          | 11                                             |
| 2015 | 7.686                                          | 27                                             |
| 2016 | 10,901                                         | 28                                             |
| 2017 | 19,628                                         | 20                                             |
| 2018 | 10,493                                         | 42                                             |

Mientras que en Alemania y Canadá se aprueba alrededor del 40% de las solicitudes de asilo, en Japón el promedio es del 0,2%. En ocasiones, cuando Japón no ha concedido el estatuto oficial de refugiado, a un número limitado de solicitantes se les ha concedido permiso para permanecer por motivos humanitarios. En 2016, 97 solicitantes de refugio recibieron permiso para permanecer sobre esta base. Las decisiones sobre la condición de refugiado en Japón suelen ser lentas y la confirmación de las órdenes de deportación no se publica ampliamente. A menudo se produce una nueva presentación de solicitudes de asilo por parte de solicitantes que anteriormente no fueron seleccionados. Dado el ridículamente bajo porcentaje de aprobación de refugio, Japón ha sido criticado por organizaciones de derechos humanos y medios de comunicación tanto local como del extranjero, esto se debe a que es muy común que el gobierno detenga a los solicitantes que esperan una respuesta sin tener claro por cuanto tiempo durara su detencion, esto tiende a dañar mucho la salud mental de los solicitantes de refugio al no saber cuando serán liberados o si los deportaran ya que muchos de ellos llegan teniendo una muy temprana edad estos crecen en el país y por ser tan prolongado el tiempo de respuesta estos hacen una vida en el país sin saber si les será aprobada su solicitud o si serán deportados

### Cierre del vacío legal de la solicitud de asilo
Entre 2010 y enero de 2018, un aumento en el número de solicitantes de asilo en Japón se atribuyó en parte a una laguna legal relacionada con el Programa de Formación de Pasante Técnico administrado por el gobierno. En 2015, 192.655 aprendices profesionales, principalmente de economías en desarrollo, trabajaban en Japón en fábricas, obras de construcción, granjas, procesamiento de alimentos y venta minorista. Aunque el número total es pequeño, tras un cambio en las reglas en 2010, las solicitudes de asilo se multiplicaron por 4, impulsadas por los solicitantes de asilo de Nepal, Turquía y Sri Lanka. Según los informes, un número creciente de aprendices de formación profesional presentó solicitudes formales de asilo para cambiar de empleador y escapar de los abusos laborales denunciados y los bajos salarios. El programa vocacional respaldado por el gobierno permite a los aprendices trabajar con contratos de uno o tres años. Aunque las posibilidades de que se les conceda la condición de refugiado en Japón son excepcionalmente pequeñas, a los solicitantes de asilo se les permitió conseguir un trabajo seis meses después de solicitar la condición de refugiado y, significativamente, hacer su propia elección de empleador.
Los permisos que permiten el empleo legal seis meses después de la solicitud de la condición de refugiado fueron suspendidos por el Ministerio de Justicia en enero de 2018. Posteriormente, se intensificaron las inspecciones en el lugar de trabajo y las actividades de aplicación de la deportación de inmigrantes ilegales con el fin de frenar el presunto abuso del sistema de solicitud de refugio.

## Inmigración ilegal
Según estimaciones del Ministerio de Justicia (MOJ), el número de ciudadanos extranjeros que permanecen ilegalmente en Japón más allá de su período de estadía autorizado se redujo a aproximadamente 60.000 a partir del 1 de enero de 2015. El número de inmigrantes ilegales había alcanzado un máximo de aproximadamente 300.000 en mayo de 1993, pero se ha reducido gradualmente a través de una combinación de una aplicación más estricta de los controles fronterizos, la supervisión del lugar de trabajo y una expansión de los programas de trabajadores extranjeros administrados por el gobierno para aquellos que buscan una ruta legal hacia oportunidades de empleo a corto plazo en Japón.
Los controles fronterizos en los puertos de entrada para los extranjeros incluyen el examen de la documentación de identificación personal, las huellas dactilares y la grabación de fotografías. La seguridad tanto en los puertos aéreos como marítimos está estrechamente controlada. Como resultado, según los datos del Ministerio de Justicia, la fuente más grande de inmigrantes ilegales en Japón son los ciudadanos extranjeros que se encuentran ilegalmente más allá del período de 90 días de la visa de visitante temporal.

## Integración de inmigrantes en la sociedad japonesa

### Naturalización
En 2015 se aprobaron 9.469 solicitudes de ciudadanía japonesa. El número de residentes extranjeros en Japón que solicitaron naturalizarse y obtener la ciudadanía japonesa alcanzó su punto máximo en 2008 con más de 16.000, pero se redujo a 12.442 en 2015. El procesamiento de las solicitudes puede demorar hasta 18 meses. Los criterios de solicitud se establecen deliberadamente altos y los inspectores tienen un grado de discreción en la interpretación de los criterios de elegibilidad y buena conducta. Aparte del requisito de renunciar a la ciudadanía extranjera, los criterios de naturalización son similares a otros países desarrollados como Estados Unidos, aunque no existe una prueba de ciudadanía. Aproximadamente el 99 por ciento de las solicitudes de naturalización en Japón están aprobadas, en comparación con aproximadamente el 90 por ciento en los EE. UU.
La mayor parte del descenso en las solicitudes se explica por una fuerte reducción en el número de coreanos nacidos en Japón que obtienen la ciudadanía japonesa. Históricamente, la mayor parte de los que han obtenido la ciudadanía japonesa no han sido inmigrantes nuevos, sino residentes permanentes especiales ; Descendientes nacidos en Japón de coreanos y taiwaneses que permanecieron en Japón al final de la Segunda Guerra Mundial.

### Etnia y nacionalidad
El concepto de minzoku (民族?  "ethnic group")  tal como se representa en japonés no hace distinción entre identidades raciales, étnicas y nacionales . Cuando el censo del Reino Unido, por ejemplo, separa el origen étnico o racial de la nacionalidad, la Oficina de Estadísticas y Censos de Japón no distingue entre los dos.
La definición de fronteras étnicas y raciales junto con las nacionales lleva a muchas personas a representar a Japón como tan’itsu minzoku kokka (単一民族国家?  "an ethnically homogeneous nation") , con una pureza explícita de sangre y cultura. En 2005, el ex primer ministro japonés Tarō Asō describió a Japón como una nación de "una raza, una civilización, un idioma y una cultura"  y en 2012, esta afirmación fue repetida por el ex gobernador de Tokio Shintaro Ishihara .
El concepto de minzoku unificado conserva una autoridad legal. Una enmienda de 1984 a la Ley de Nacionalidad Japonesa hizo que la ciudadanía fuera jus sanguinis, ligada a la sangre en lugar del lugar de nacimiento .[cita requerida] La ciudadanía japonesa es exclusiva: los que se naturalizan deben renunciar a su primera nacionalidad, y los que nacen japoneses pero con una segunda ciudadanía deben elegir entre ellos antes de los 20 años.

### Opinión pública hacia la inmigración
En general, las encuestas encuentran que la opinión pública japonesa hacia la inmigración es similar a la de otros países del G7.
Un artículo de revisión de 1999 de las encuestas de opinión muestra actitudes ampliamente neutrales y menos negativas que en otros países desarrollados. En 1993, el 64% de los encuestados apoyó permitir que las empresas que enfrentan escasez de mano de obra contraten trabajadores extranjeros no calificados. Una encuesta de Gallup de 2017 muestra una actitud similar 30 años después, con Japón a la mitad de los países desarrollados en términos de positividad pública hacia la inmigración, ubicándose cerca de Francia, Bélgica e Italia. Una encuesta del Pew Research Center encontró que los encuestados japoneses tenían opiniones más positivas de los inmigrantes que los encuestados en la mayoría de los países. Otra encuesta del Pew Research Center encontró que los encuestados japoneses eran los menos propensos a apoyar una reducción de la inmigración, y entre los más propensos a apoyar un aumento de la inmigración, de los 27 países encuestados. Una encuesta reciente de 2015 de Asahi Shimbun encontró que el 34% de sus lectores se opuso a una expansión de la inmigración para mantener el estatus económico de Japón frente a una fuerza laboral que se reduce y envejece rápidamente, mientras que el 51% de sus lectores apoya el aumento de la inmigración. Sin embargo, una gran encuesta de 10,000 japoneses nativos realizada más tarde ese año, entre octubre y diciembre de 2015, encontró más oposición al aumento de la inmigración extranjera. Casi la mitad de los lectores de Asahi Shimbun que respondieron a una encuesta de 2016 dijeron que los inmigrantes deberían respetar la cultura japonesa y obedecer las costumbres japonesas, mientras que aproximadamente una cuarta parte dijo que los japoneses deberían integrarse en la diversidad. Por otro lado, uno de los argumentos comunes para restringir la inmigración se basa en salvaguardar la seguridad, incluido el orden público, proteger los mecanismos de bienestar, la estabilidad cultural o la confianza social. En una encuesta Nikkei de 2019, el 69% de los encuestados dijo que un aumento de extranjeros era "bueno".